# Сидоркино (Оренбургская область)
Сидоркино — деревня в Бузулукском районе Оренбургской области. Входит в состав сельского поселения Державинский сельсовет.

## География
Расположено на левом берегу на реки Малый Муштай (приток Боровки), в 12 км от села Державино в Бузулукском бору.

## История
Основана новокрещенными чувашами в конце XVIII века, названо по имени деда Сидора, одного из первых ходоков-переселенцев. Позднее утратили свой язык и ассимилировались, став русскими.

## Население
| 2003 | 2010 |
| ---- | ---- |
| 79   | ↘27  |

Национальный состав
По данным Всероссийской переписи населения 2010 года:
| № | Национальность | Численность, чел. | Доля  |
| - | -------------- | ----------------- | ----- |
| 1 | русские        | 27                | 100 % |